# チャルキ

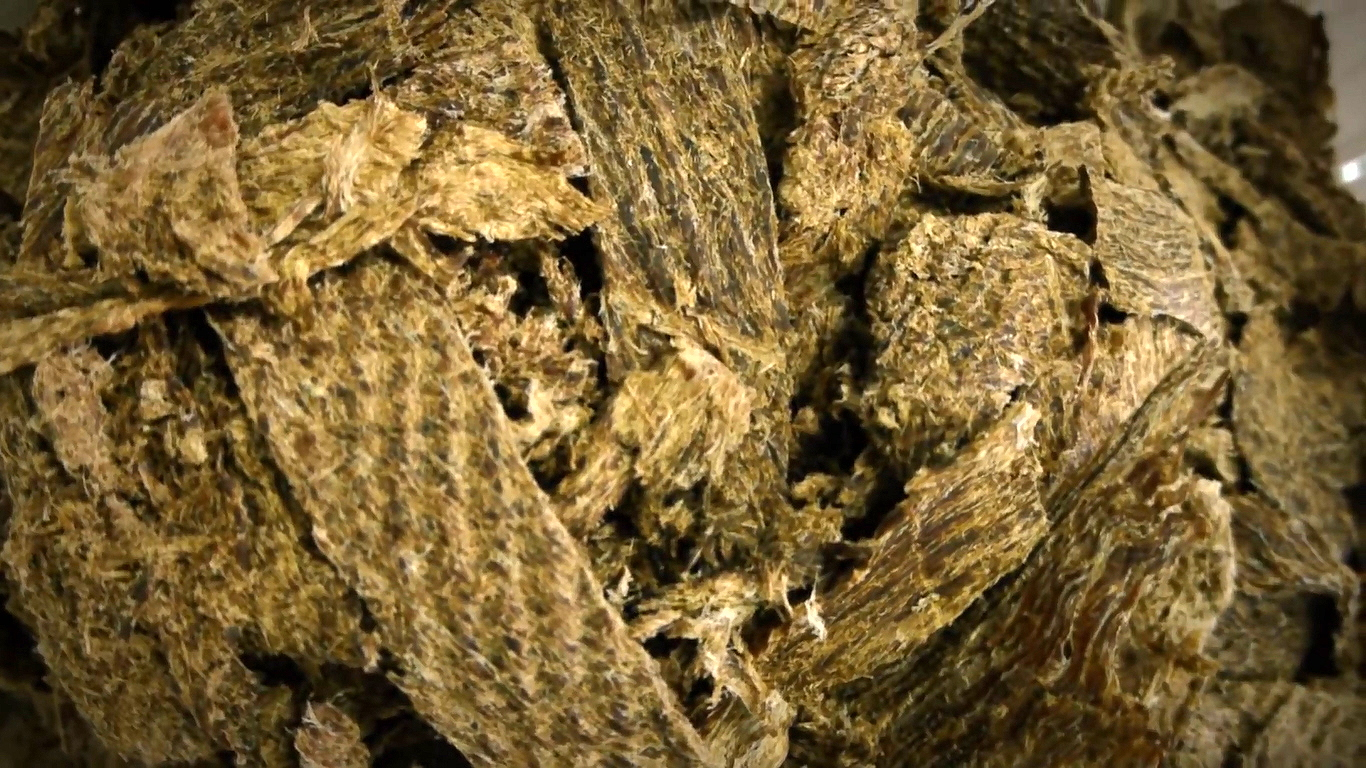
チャルキ

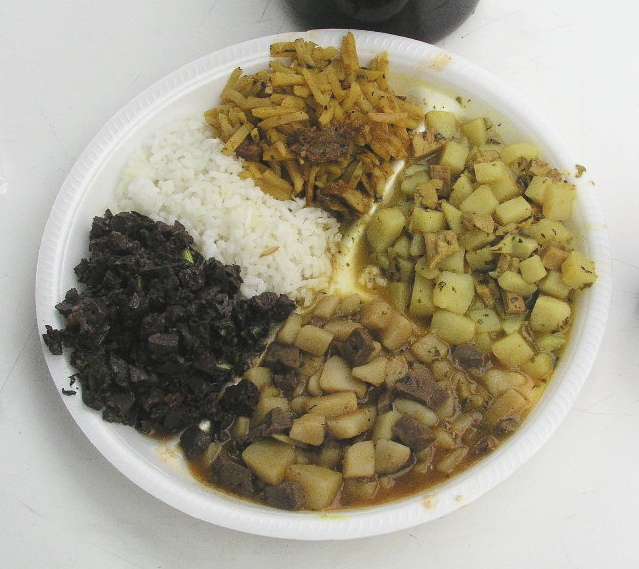
ペルー料理の盛り合わせ。左下から時計回りに、サングレシート（血の煮込み）、米、オユキートとチャルキ、カウカウ（第一胃の煮込み）、チャンファイニータ（ウシの肺とジャガイモの煮込み）

チャルキ(Ch'arki)は、南アメリカの乾燥塩漬け肉である。ケチュア語（Quechua）では乾燥塩漬け肉を意味し、スペイン語化したスペルは、charque、charqui、charqui等である。元はリャマの肉を用いていたが、現在は大部分が馬肉か牛肉である。ボリビアでは、現在もリャマ肉が広く用いられる。アルゼンチン、ボリビア、チリ、エクアドル、ペルー、ウルグアイ、ブラジルでは、非常に人気のある肉の保存法である。charqueadasという名前で製品化されており、アルゼンチンとウルグアイでは、saladerosと言う。アメリカ合衆国では、英語化してジャーキーとなった。
スペイン人と出会った時、インカ帝国は道路沿いにタンボ（宿泊施設）を整備し、そこで旅行者にリャマのチャルキを提供した。インカ人は、冷たく乾燥した山の空気と強い日光を利用して、フリーズドライを行った。